# Marilia gracilis
Marilia gracilis är en nattsländeart som beskrevs av Banks 1938. Marilia gracilis ingår i släktet Marilia och familjen böjrörsnattsländor. Utöver nominatformen finns också underarten M. g. nigrescens.